# 庭山耕園
庭山 耕園（にわやま こうえん、明治2年1月14日（1869年2月24日） - 昭和17年（1942年）7月15日）は、明治から昭和にかけて活動した四条派の日本画家。本名は、慶蔵。瀟洒淡麗な花鳥画を得意とし、大阪で活躍。生涯「船場の絵描き」として、床の間に映え、大阪の中心地・船場に相応しい生活に彩りを与える絵を描き続けた。

## 略伝
兵庫県姫路市で、父恒三郎と母カツの次男として生まれる。庭山家は、雅楽頭酒井家が姫路藩主として転封されてから代々藩に出入りし、恒三郎の代には大阪蔵屋敷に勤めていたという。しかし、廃藩置県で職を失うと、一家をあげて大阪北船場に移住する。以後、何度か引っ越すものの生涯船場を離れることはなかった。小学校卒業後、働くため奉公に出ようとするが、病弱だったため仕事につけずにいた。そこで13歳頃、近所に住み大阪で活躍した四条派上田耕冲に弟子入りする。明治21-22年（1888年-89年）頃、船場の素封家・樋口三郎兵衛の後援を受け、大阪画学校を作り、その助教となる。
明治23年（1890年）第3回内国勧業博覧会に《人物図》を出品、この時の記録からこれ以前から耕園の画名を用いていたのがわかる。この頃のみ、耕園は展覧会に積極的に出品しており、明治26年（1893年）日本青年絵画協会第2回青年絵画共進会で三等受賞（出品作不明）。明治28年（1895年）第4回内国勧業博覧会に《舞楽図》と《鷹襲猿図》を出品、前者が褒状。翌年の日本絵画協会第1回全国絵画博覧会に《秋景山水図》を出品。明治36年（1903年）《舞楽図》と《狐に鴨図》を出品、前者で褒状を受ける。これらの活躍により、画家として社会的認知を得たと推測される。しかし、耕園の画風は展覧会向きではなく、以後地元の大阪美術展覧会以外に出品しなくなる。明治43年（1910年）耕冲が亡くなると、一時更なる研鑽のため鈴木松年塾に通い、松年が天龍寺金堂に天井龍を描く際には、その手伝いをしたという。ただし、耕園の作品には松年風のものはなく、回顧録でも松年入門に一言も触れていない。これは、大阪の画家が中央画壇に進出する足がかりとして、京都の大家に入門する場合があり、耕園も同様だったと考えられる。
この頃から、大阪の実業家や素封家をパトロンとし、経済的に安定する。更に、本名の慶蔵の「慶」の音にちなんで画塾桂花社を起こし、プロになりたい書生の他に、趣味として絵を描く旦那衆やその夫人や良家の子女に絵を教えた。そのうち絵を専門とする玄人の集まりを桂庭社と称した。弟子に平田桂園、乙馬耕秋、代谷耕外、山田香桂、梶勢園、熊田耕風、春元章園、木村彩園、後に洋画に転向した林重義らがいる。画塾はいつも賑わっていたが、日本画壇から離れた耕園の塾では帝展に入選できないので、基本を習ったら出奔する弟子もいたという。大正12年（1923年）大阪市美術協会が設立されると、中川和堂、矢野橋村、水野竹圃、菅楯彦らと創立委員に任命されるなど、大阪画壇の長老として活躍した。生涯を通じて茶道を趣味にしていたが、晩年は特に親しみ、表千家の茶会に参加、お茶道具としての掛物を多く描いた。表千家流第12代惺斎、第13代即中斎との合作も多い。現在でも大阪のお茶の世界では、耕園の絵は待合掛けとして今も使われ評価されている。昭和17年（1942年）7月に没。享年74。阿倍野葬儀場の葬儀には1000人を超える会葬者が集まった。
作品は花鳥画や年中行事に関するものが多い。題材は朝顔、萩、雀、鴛鴦などが散見される。特に松村景文を尊敬し、瀟洒な感覚や構図の取り方が共通する。鑑定もしていたらしく、当時大阪で円山応挙の絵の鑑定は耕園に頼め、と言われていたという。耕園は8人の子宝に恵まれたが、長男は「ミスター住専」と呼ばれた庭山慶一郎で、昭和63年（1988年）から翌年にかけて耕園の生誕百二十年を記念して画集出版や湯木美術館や山種美術館で展覧会開催に尽力、また平成6年（1994年）地元の大阪市立美術館に作品を複数寄贈している。

## 作品
| 作品名                   | 技法             | 形状・員数 | 寸法（縦x横cm）   | 所有者             | 年代                 | 落款・印章 | 備考 |
| ------------------------ | ---------------- | ---------- | ----------------- | ------------------ | -------------------- | ---------- | --- |
| 舞楽                     | 絹本著色         | 1幅        | 132x70            |                    | 1903年（明治36年）   |            | 第5回内国勧業博覧会出品作 |
| 十六羅漢図               | 著色             | 1幅        |                   | 大阪市立博物館     | 1904年（明治37年）   |            | |
| 四季の花図               | 絹本著色         | 六曲一双   | 157x352（各）     |                    | 1921年（大正10年）   |            | |
| 山桜雉子・雪中南天図屏風 | 絹本著色金砂子   | 六曲一双   | 157x352（各）     | 大阪市立博物館     | 1922年（大正11年）   |            | |
| 十二ヶ月図               | 著色             | 12幅対     |                   | 白鹿記念酒造博物館 | 1924年（大正13年）   |            | |
| 八重桜五雀               | 絹本著色         | 1幅        | 127.0x41.5        | 大阪市立美術館     | 1925年（大正14年）   |            | |
| 広沢池図                 | 著色             | 襖2面      |                   | 大阪天満宮         | 1937年（昭和2年）    |            | |
| 紅白萩図                 | 著色             | 二曲一双   | 168.0x181.5（各） | 大阪市立美術館     | 1935年（昭和10年）頃 |            | |
| 淀川両岸図               | 著色             | 六曲一双   | 縦48.2（各）      | 個人               | 1940年（昭和15年）   |            | 円山応挙筆「淀川両岸図巻」（公益財団法人アルカンシエール美術財団蔵、重要文化財）を門人5名と共に模写した作。依頼したのは鉄道車両を製造する会社を経営し当時の関西財界の重鎮だった田中太介で、大阪城の紀州御殿で模写作業を行ったという。 |
| 雨中燕子花図             |                  | 1幅        |                   | 大阪市立美術館     |                      |            | |
| 檜に鳩                   | 紙本金地墨画著色 | 六曲一双   | 167.6x363.0（各） | 大阪中之島美術館   |                      |            | |